# Формула Келі

Усі дерева з 2,3,4 поміченими вершинами

В теорії графів формула Келі обчислює кількість неорієнтованих дерев з n поміченими вершинами. Згідно з даною формулою кількість таких дерев рівна
{\displaystyle n^{n-2}.\,}.
Формула названа на честь відомого англійського математика Артура Келі, який вивів її у 1889 році.

## Доведення
Існує кілька доведень даного твердження. Подане нижче належить американському математику Джеймсу Пітману.
Для доведення формули ми двома різними способами обчислимо кількість послідовностей орієнтованих ребер, якими можна доповнити пустий граф з n поміченими вершинами до кореневого дерева з n поміченими вершинами. Перший спосіб полягає в наступному: обирається будь-яке неорієнтоване дерево з n поміченими вершинами. Позначимо їх кількість Tn(саме це число нам треба обчислити). Далі з n вершин обираємо один корінь. Після цього однозначно визначається орієнтація всіх ребер дерева і залишається лиш вибрати певну послідовність з цих n-1 ребер. Тож остаточно необхідна кількість рівна 
{\displaystyle T_{n}n(n-1)!=T_{n}n!.}
Інший спосіб полягає в покроковому додаванні орієнтованих ребер і обчисленні кількості варіантів на кожному кроці. Після n − k кроків отримується ліс з k кореневих дерев. Початковою вершиною наступного ребра може бути будь-яка з n вершин, а кінцевою котрась з кореневих вершин за винятком кореневої вершини дерева до якого належить початкова вершина. Отже загальна кількість можливих способів рівна n(k − 1). Щоб отримати необхідну кількість слід перемножити кількість варіантів на кожному з n-1 кроків:
{\displaystyle \prod _{k=2}^{n}n(k-1)=n^{n-1}(n-1)!=n^{n-2}n!.}
Очевидно обидва одержані результати повинні бути рівними, тож ми отримуємо тотожність:
{\displaystyle \displaystyle T_{n}n!=n^{n-2}n!}
і як наслідок:
{\displaystyle \displaystyle T_{n}=n^{n-2}},
що й слід було довести.
Для термінології дивіться:
- Теорія графів
- Дерево (структура даних)
- Дерево (теорія графів)